# Nuno Júdice

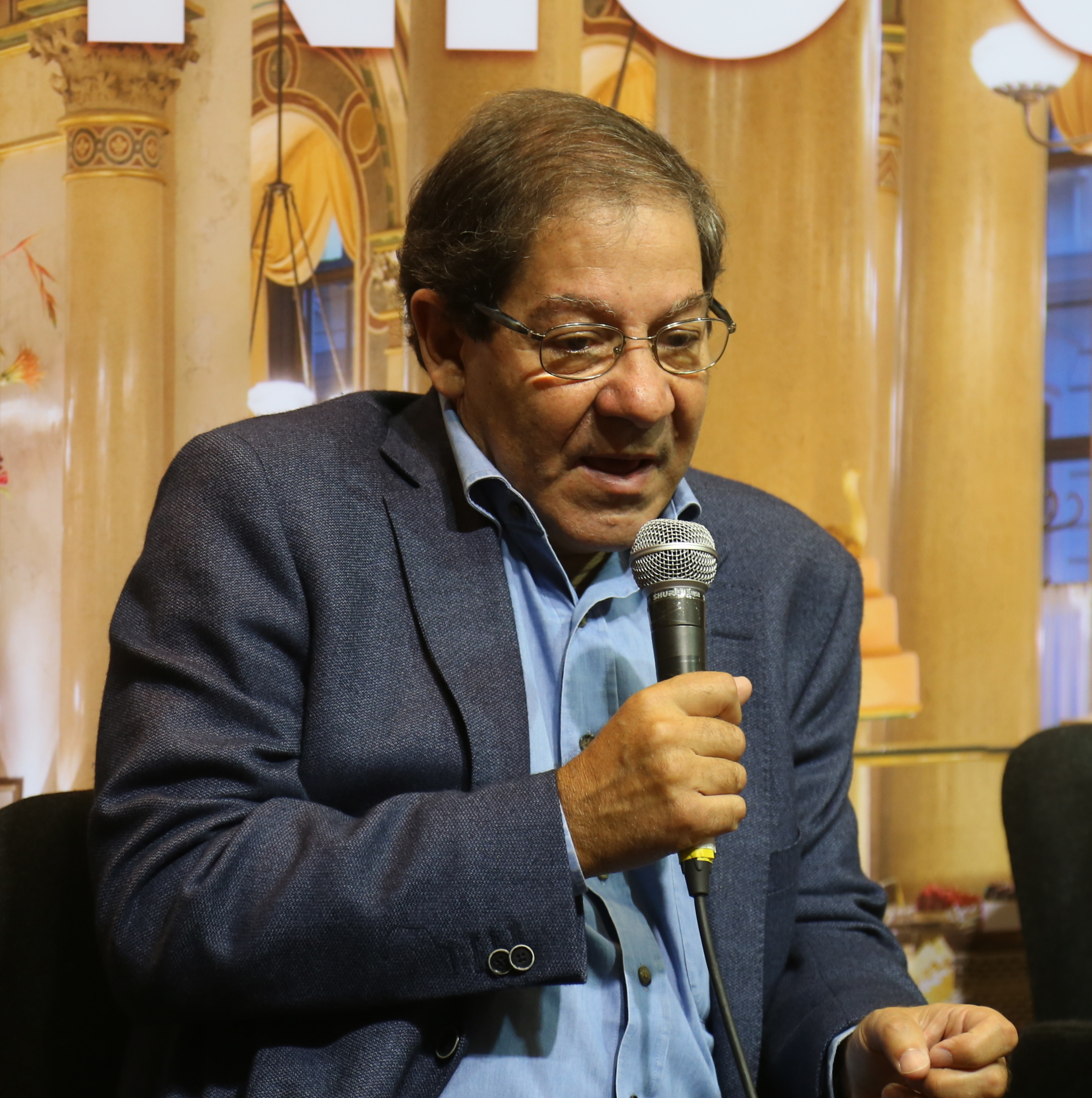
Nuno Júdice 2014.

Nuno Manuel Gonçalves Júdice Glória (* 29. April 1949 in Mexilhoeira Grande, Kreis Portimão, Algarve, Portugal; † 17. März 2024 in Lissabon) war ein portugiesischer Schriftsteller. Júdice war auch Kulturfunktionär und als Lyriker, Kritiker, Drehbuchautor, Essayist und Romancier tätig.

## Leben
Nuno Júdice entstammte einer kleinen Gemeinde aus der Algarve, der südlichsten Provinz Portugals. In Lissabon studierte er Romanistik und war lange Zeit an der dortigen Universidade Nova als Professor für Mittelalterliche Literatur tätig.
Auch als Kulturfunktionär war er aktiv. So war er Kulturattaché der portugiesischen Botschaft in Paris von 1997 bis 2004 und im selben Zeitraum auch Präsident des Instituto Camões, ebenfalls in Paris. Außerdem war er der offizielle Beauftragte der portugiesischen Regierung für die Frankfurter Buchmesse 1997, bei der Portugal Schwerpunktthema war.
Als Kritiker war er für diverse Literaturmagazine tätig, so für Jornal das Letras und Expresso. Sein erstes Buch erschien 1972 und war ein Gedichtband. Danach erfolgten viele weitere Veröffentlichungen. Für das Fernsehen verfasste er mehrfach Drehbücher. Seine Bücher wurden auch in Spanien, Venezuela, Italien, Frankreich und Großbritannien publiziert.
Der Autor lebte in Lissabon, wo er am 17. März 2024 im Alter von 74 Jahren im Hospital da Luz einem Krebsleiden erlag. Der Präsident der Republik, Marcelo Rebelo de Sousa, der amtierende Premierminister Antonio Costa und der Kulturminister von Portugal äußerten sich zu seinem Tod.

## Werk (Auswahl)
- A noçao do poema, 1972, Lyrik.
- Plancton, 1981, Roman.
- A manta religiosa, 1982, Roman.
- A partilha dos mitos, 1982, Lyrik.
- O tesouro da rainha de Saba, 1984, Roman.
- Lira de Linquen, 1985, Lyrik.
- As regras da perspectiva, 1990, Lyrik.
- O processo poetico, 1992, Essays.
- Voyage dans un siecle de litterature portugaise, 1993, (französisch), reübersetzt als Viagem por un seculo de literatura portuguesa, 1997 (Sachbuch).
- O movimento do mundo, 1996, Lyrik.
- As mascaras do poema, 1998, Essays.
- Vesperos de sombras, 1999, Roman.
- Por todos os seculos, 1999, Roman.
- Linhas de Agua, 2000, Lyrik.
- Navegação de acaso, 2013, Lyrik.
- Uma Colheita de Silêncios, 2023, Lyrik.

## Auszeichnungen (Auswahl)
- Premio de Associacao Portuguesa de Escritores, 1994.
- Premio Literario Fernando Namora, 2004.
- Premio Cesario Verde, 2005.
- Premio Nacional de Poesia Ramos Rosa.